# VM i nyckelharpa
VM i nyckelharpa är en årlig spelmanstävling på nyckelharpa sedan 1990. Den första tävlingen hölls i Österbybruk men den har sedan dess hållits på flera andra platser.

## Världsmästerskap

### Världsmästerskapet 1990
Världsmästerskapet ägde rum 16–17 juni 1990 på Österbybruk.
| Deltagare         | Låtar | Instrument         |
| ----------------- | ----- | ------------------ |
| Ditte Andersson   |       | Modern nyckelharpa |
| Ragnar Berglund   |       | Modern nyckelharpa |
| Rickard Bernström |       | Modern nyckelharpa |
| Hans Gille        |       | Modern nyckelharpa |
| Peter Hedlund     |       | Modern nyckelharpa |
| Ola Hertzberg     |       | Modern nyckelharpa |
| Esbjörn Hogmark   |       | Modern nyckelharpa |
| Sture Hogmark     |       | Modern nyckelharpa |
| Olov Johansson    |       | Modern nyckelharpa |
| Kurt Södergren    |       | Modern nyckelharpa |
| Roland Thalén     |       | Modern nyckelharpa |
| Arne Bergman      |       | Gammelharpa        |
| Björn Björn       |       | Gammelharpa        |
| Catarina Björn    |       | Gammelharpa        |
| Hans Gille        |       | Gammelharpa        |
| Peter Hedlund     |       | Gammelharpa        |
| Olov Johansson    |       | Gammelharpa        |
| Ingvar Jörpeland  |       | Gammelharpa        |
| Kjell Landström   |       | Gammelharpa        |
| Anders Nordfors   |       | Gammelharpa        |
| Kurt Södergren    |       | Gammelharpa        |

Juryn: Gunnar Ahlbäck, Anton Jernberg, Jan Ling, Sigurd Sahlström och Curt Tallroth. 
Vinnare: Olov Johansson i Modern nyckelharpa och Gammelharpa. Priset delades ut av Anders Söderberg.

### Världsmästerskapet 2016
Världsmästerskapet ägde rum 19 juni 2016 på Österbybruk.
| Deltagare                 | Låtar | Instrument         |
| ------------------------- | --- | ------------------ |
| David Eriksson            | Vals från Lövstabruk Polska efter just Thore Zetterström                                                       | Silverbasharpa     |
| Kristofer Suha Pettersson | Låt efter Mårten blank Medley av två polskor efter Joel Jansson (Polska efter Karl Anderén och Gulamålaviten). | Silverbasharpa     |
| Thor Pleijel              | Vals efter Janne i Kärven De Geers polska                                                                      | Silverbasharpa     |
| Ingvar Jörpeland          | Två låtar efter Levin                                                                                          | Silverbasharpa     |
| David Eriksson            | Vals efter Viktor Anderson Polska                                                                              | Kontrabasharpa     |
| Josefina Paulson          | Låt efter Landin Polska efter Nya Pettersson                                                                   | Kontrabasharpa     |
| Anders Nordfors           | Slängpolska efter Ingvar Andersson Brudpolska från Dalarna                                                     | Kontrabasharpa     |
| Bart Brashers             | Polska number nine Lavrans polska                                                                              | Kontrabasharpa     |
| Einar Zethelius           | Vals efter Per Johan Wedin Murbräckan                                                                          | Kontrabasharpa     |
| Kristofer Suha Pettersson | Lazarus efter Justus och Viktor Vagnshuslåt                                                                    | Kontrabasharpa     |
| Tommy Lindholm            | Vals efter Oskar Larsson Sågfallet efter Oskar Larsson                                                         | Modern nyckelharpa |
| Petrus Dillner            | Låt av Olov Johansson Polska i G-moll efter Anders Gustav Jernberg                                             | Modern nyckelharpa |
| Ditte Andersson           | Vid Stormyren Djävulspolska                                                                                    | Modern nyckelharpa |
| Johan Lång                | | Modern nyckelharpa |
| David Eriksson            | I Ur o Dur efter Sören Johansson Vittras Polska efter Emelius Lundberg                                         | Modern nyckelharpa |
| Sunniva Abelli            | Kadrilj från Västerbotten En Halling                                                                           | Modern nyckelharpa |
| Josefina Paulson          | Först Båtsman Däcks Storpolska efter Ceylon Wallin Polska efter Anna Lisa Norman                               | Modern nyckelharpa |

Juryn: Ann-Christine Granfors, Christer Wesström, Peter Hedlund, Sigurd Sahlström, Sven Ahlbäck, Gunnar Ahlbäck och Gunnar Fredelius. 
Vinnare: Kristofer Suha Pettersson i Silverbasharpa, David Eriksson i Kontrabasharpa och Josefina Paulson i Modern nyckelharpa.

## Ungdomsmästerskapet
| Deltagare                      | Låtar                                                    |
| ------------------------------ | -------------------------------------------------------- |
| David Eriksson, Vindeln        | Gånglåtshambo Trollrikepolska                            |
| Josefina Paulsson, Sala        | Hem från Gesunda Byggnan                                 |
| Magnus Dürr, Huddinge          | Värmlandspolska efter Mats Edén Slängpolska från Småland |
| Ellinor Pettersson, Sollentuna | Hem från Gesunda Stugan                                  |
| Emilia Amper                   | Min levnads afton efter Hjort Anders Dalapolska          |
| Elin Skoglund, Upplands Väsby  | Gås Anders lillpolska Vandringen                         |
| Anna-Kristina Widell           | Båtsman Däcks polska Låt efter Båtsman Däck              |

Juryn: Peter Hedlund, Sigurd Sahlström, Curt Tallroth, Nisse Nordström, Gunnar Ahlbäck och Gunnar Fredelius. 
Vinnare: Anna-Kristina Widell.
| Deltagare                | Låtar                                              |
| ------------------------ | -------------------------------------------------- |
| Anders Smedenmark        | Vals Medley på en reel, Rose Mary, och en jig.     |
| Maria Bohlin             | Polska efter August Bohlin Hem från Gesunda        |
| Beata Norén              | Gåsvikarn Djävulspolskan                           |
| Anna Jönsson             | En vagnshusare Pintorparfrun                       |
| Elin Skoglund            | Per Anders Erikssons Polska Byss Kalles Isbrytarn  |
| Anne-Chatrine Friberg    | Knuss Olles livstycke Soffrysarvalsen              |
| Ben Lagerberg Teitelbaum | På Stormyren Dalmarsch från Uppland                |
| David Eriksson           | Polska från Sörmland Sirapsbacken från Vindeln     |
| Hannes Jönsson           | Byggnan låt efter Triptyk                          |
| Elin Johansson           | Polska efter Kalle Almlöf Andakten                 |
| Andreas Risán            | Polska från Åre efter Olof Johansson Hobernas dans |

Juryn: Peter Hedlund, Sigurd Sahlström, Nisse Nordström, Gunnar Ahlbäck och Gunnar Fredelius. 
Vinnare: David Eriksson.
| Deltagare                     | Låtar                                      |
| ----------------------------- | ------------------------------------------ |
| Erik Bergström                | Polska efter Mattias Blom Valö Brudmarsch. |
| Ingela Eriksson, Björklinge   |                                            |
| Helge Karlsson, Uppsala       |                                            |
| Elli-Maja Fogelqvist, Uppland |                                            |
| Ingela Smedenmark             |                                            |
| Sunniva Abelli                |                                            |
| Ben Lagerberg Teitelbaum      |                                            |
| Thomas Hjelm, Stockholm       |                                            |

Juryn: Peter Puma Hedlund, Sigurd Sahlström, Nisse Nordström, Ditte Andersson, Gunnar Ahlbäck och Gunnar Fredelius. 
Vinnare: Erik Bergström.
| Deltagare                  | Låtar                                                     |
| -------------------------- | --------------------------------------------------------- |
| Frida Andersson, Sala      | Två låtar efter Gustaf Struts.                            |
| Erik Rydvall, Umeå.        | Låt efter Pisten                                          |
| Sunniva Abelli, Bromma     | "Enu kaku bröd" efter Hjort Anders Fritz Nystedts gånglåt |
| Bronwyn Bird, Pennsylvania | Polska efter Nisse Nordström Trollrikepolska.             |
| Tyko Carling, Lomma        | Spelmansglädje Fläskrökarvalsen                           |
| Anette Hallén, Lindesberg  | Båtsman Däcks storpolska På Stormyren                     |

Vinnare: Anette Hallén.